# Бамбарский земляной орех
Бамбарский земляной орех, также воандзея подземная, арахис африканский, земляной горох (лат. Vigna subterranea, syn. Voandzeia subterranea), — травянистое растение, вид рода Вигна (Vigna) семейства бобовых (Fabaceae). Даёт съедобные плоды в бобах, которые развиваются в почве, похожи на арахис и из того же семейства и также называются земляным орехом. Бамбарский земляной орех содержит 19 % (20,1 %) белков, 63 % (28,9 %) углеводов и 6,5 % (5,9 %) жиров, что делает его очень важным источником пищевого белка. Содержание масел и белка в семенах бамбарского земляного ореха ниже, чем в арахисе. Имеет максимальную белковую ценность среди представителей рода, достигающую 60 %. Бамбарский земляной орех — одна из самых популярных зернобобовых культур в Африке, коренная для Чёрной Африки и выращиваемая в основном крестьянами, ведущими натуральное хозяйство, в Чёрной Африке, тропической Африке к югу от Сахары. Этот вид также выращивается в меньшей степени в некоторых азиатских странах, таких как Индия, Малайзия, Филиппины и Таиланд. Известен геокарпией. Одна из древнейших коренных бобовых культур. Старейшее пищевое бобовое аборигенное растение Африки, вошедшее в Западной Африке в культуру. Распространено по всей тропической Африке. Центром происхождения, скорее всего, являются Северо-Восточная Нигерия и Северный Камерун в Западной Африке. Диплоид, число хромосом 2n=22.
Впервые описан Линнеем в 1763 году по образцу из Суринама и назван им Glycine subterrenea L.
Дю Пети-Туар в 1806 году назвал это растение Voandzeia Thouars, взяв название у малагасийцев, которые это растение называют воандзу (Voandzu).
Однолетнее растение, дикорастущее и культурное. Съедобные части — семена (бобы), молодые стручки и листья. Стручки длиной примерно 1,5 см с 1—2 семенами. Цвет семян зависит от сорта, семена могут быть чёрными, темно-коричневыми, красными, белыми, кремовыми или пёстрыми.

## Распространение
Бамбарский земляной орех распространён в дикой природе в Западной и Центральной Африке (Судан в области Верхнего Нила, Сенегал, Нигерия, Камерун и другие страны). Выращивается в Юго-Восточной Азии, очень распространено как культурное растение в тропической Африке к югу от Сахары, выращивается в тропической Южной Америке (Бразилии и других странах), Северной Австралии. Имеет много форм.

## Хозяйственное значение
Бамбарский земляной орех исключительно устойчив на малоплодородных почвах и при засухе, даёт урожай в условиях, при которых не даёт арахис.
Является пищевым растением — семена употребляют как фасоль. Также из семян получают масло. Твёрдые семена идут на муку, напоминающую каштановую. Согласно справочнику Продовольственной и сельскохозяйственной организации ООН: «Семена бамбарского земляного ореха отличаются твёрдостью. Прежде чем добавить в тушеные блюда, их приходится долго варить. Их едят и как закуску, а также добавляют в муку или кашу для повышения питательной ценности. В сельской местности Африки это важнейший продукт питания». Большая часть семян потребляется в сушеном виде (их сушат перед варкой или жаркой). Из муки тонкого помола делают пышки, пироги и печенье.
Листья богаты азотом и калием, что делает их ценной кормовой культурой.
Британские исследователи предполагают, что моринга, яблоко Цитеры и бамбарский земляной орех в будущем потеснят пшеницу, кукурузу, рис и сою.

## Общеупотребительные названия
Бамбарский земляной орех известен под разными названиями: англ. earth pea, bambara groundnut, фр. pois de terre, voandzou, нем. Erderbse, Angola-Erbse, яв. katjang bogor, vouandzou в Конго, изиндлубу у зулусов в Южно-Африканской Республике, бобы джуго в Южно-Африканской Республике, нтойо cибемба в Замбии, гурийа или кваруру у народа хаусав Нигерии, окпа у народа игбо в Нигерии, эпа-роро у народа йоруба в Нигерии, бобы ньимо в Зимбабве, исук (isuk) и мпанде (mpande) в Уганде, мпанде (mpande) и мпанди (mpandi) — в Уньоро, пуо (puo) — в Килиманджаро, литло (litlo) — в долинах Шире и Замбези.
В Суринаме называется гоббе (Gobbe), в Бразилии — ангольским горохом (Mandubi d’Angola), на Мадагаскаре — мальгашской фисташкой (фр. pistache malgache). На языке креолов Сьерра-Леоне — крио — растение называется akparoro (agbaroro).
Пётр Жуковский упоминает название «бамбара». Василий Андреевич Эртель упоминает название «заливец африканский». Валентин Федорович Николаев (1889—1973) в переводе статьи доктора Х. Грюнвальда (H. Grünwald) употребляет названия «земляной горох» (нем. Erderbse) и «ангольский горох» (Angola-Erbse).

## Синонимы
Синонимы:
- Arachis africana Burm. f.
- Cryptolobus africanus (Burm. f.) Spreng.
- Cryptolobus subterraneus (L.) Spreng.
- Geolobus flavus Raf.
- Glycina subterranea L. (базионим)
- Tetrodea subterranea (L.) Raf.
- Voandzeia subterranea (L.) Thouars ex DC